# هنريتش كوبنر
هنريتش كوبنر (اللفظ الألماني Köbner); (2 ديسمبر 1838 – 3 سبتمبر 1904) كان طبيب جلدية ألماني يهودي، ولد في فروتسواف.
درس الطب في برلين، وحصل على شهادة الدكتوراة عام 1859 في فروتسواف. ذلك، التحق للعمل في مستشفى في فيينا بإشراف فيرديناند فون هيبرا (1816-1880)، وفي باريس مع ألفرد هاردي (1811-1893). عام 1876، أصبح مديراً لعيادة مرض الزهري وأمراض الجلد في جامعة فروتسواف. عام 1884، أسس عيادة جديدة في برلين، حيث ألقى دروساً للأطباء.